# ويليام جيبس
ويليام جيبس (بالإنجليزية: William Gibbs)‏ هو سياسي أسترالي، ولد في 5 يوليو 1879 في أستراليا، وتوفي في 17 أغسطس 1944 في أستراليا. حزبياً، نشط في حزب العمال الأسترالي. وقد انتخب عضو مجلس الشيوخ الأسترالي ‏ عن دائرة نيوساوث ويلز ‏ (1 أبريل 1925 – 13 نوفمبر 1925).